# Facesitting

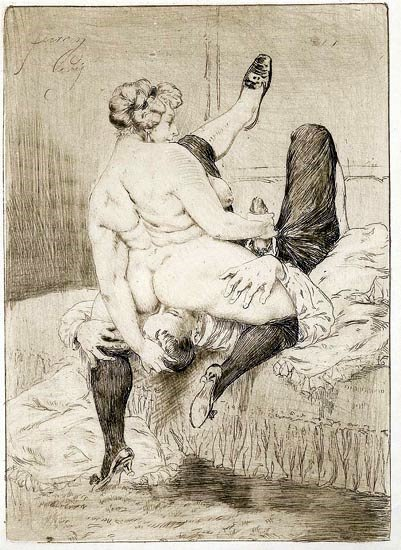
Facesitting, Heinrich Lossow (1840–1897).

Facesitting is een bezigheid waarbij een persoon, vaak een vrouw, op het gezicht van een ander gaat zitten. Er bestaat geen Nederlandse naam of term voor. Facesitting speelt vaak een rol in het sadomasochisme. Het wordt niet altijd gezien als een seksuele bezigheid, vaak heeft het meer te maken met onderwerping.

## Prikkelend
Voor sommige mensen kan een variant van facesitting, smothering, erg seksueel prikkelend werken. De prikkelingen kunnen ontstaan door het gebrek aan zuurstof, de donkere omgeving en het direct in contact komen met de partner en diens gewicht letterlijk te kunnen voelen. Ook wordt dit toegepast in de bdsm-wereld waarbij in de meeste gevallen de man als ondergeschikte dient.

## Gevaar
Smothering is niet geheel zonder gevaar en bij het uitvoeren van deze praktijk is het zinvol goed af te spreken wat eventuele waarschuwingssignalen zijn.